# Fu Ming
Fu Ming (* 5. Januar 1983) ist ein chinesischer Fußballschiedsrichter.
Seit 2014 steht er auf der Liste der FIFA-Schiedsrichter (seit 2021 auch als Videoschiedsrichter) und leitet internationale Fußballpartien.
Bei der Asienmeisterschaft 2019 in den Vereinigten Arabischen Emiraten leitete Fu Ming zwei Spiele.
Bei der Klub-Weltmeisterschaft 2019 in Katar und beim olympischen Fußballturnier 2020 in Tokio wurde Fu Ming als Videoschiedsrichter eingesetzt.
Zudem war er bei der U-23-Asienmeisterschaft 2018 in China, bei der U-20-Weltmeisterschaft 2019 in Polen und bei der U-23-Asienmeisterschaft 2020 in Thailand im Einsatz.